# Schizomavella subsolana
Schizomavella subsolana is een mosdiertjessoort uit de familie van de Bitectiporidae. De wetenschappelijke naam van de soort is voor het eerst geldig gepubliceerd in 2002 door Hayward & McKinney.